# BMW Serie 02
La BMW Serie 02 (codice di progetto Typ 114) è una famiglia di autovetture di fascia media prodotte dalla casa automobilistica tedesca BMW tra il 1966 ed il 1977.

## Storia e profilo

### Genesi del modello

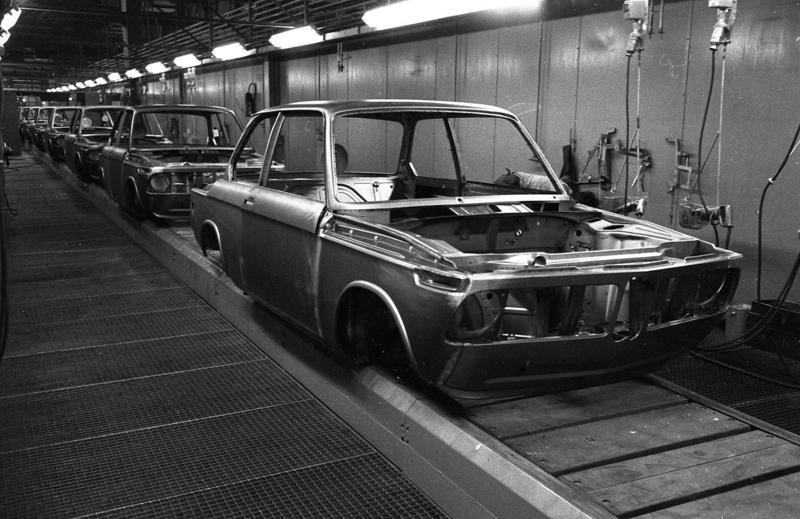
Catena di montaggio della 02

Dopo aver migliorato la sua situazione economica grazie al successo della gamma Neue Klasse e della piccola 700, la BMW pensò ad un modello con caratteristiche sportive, che unisse la meccanica e i brillanti motori delle sue nuove berline a 4 porte con un corpo vettura più compatto e quindi più leggero. Si cominciò a prendere in considerazione l'idea già nel corso del 1963: il 26 novembre dello stesso anno venne stabilito in una riunione del direttivo che la nuova vettura, "sorella minore" delle già esistenti 1500 e 1800, sarebbe stata costruita partendo dal pianale accorciato di queste ultime. In realtà non mancarono perplessità da parte di alcuni membri del consiglio di amministrazione, primo fra tutti l'azionista di maggioranza Herbert Quandt, che nel 1964 provò a proporre anche una versione a 4 porte e a passo corto, ma la proposta venne bocciata per ragioni di costi troppo elevati che si sarebbero ripercossi negativamente sul prezzo finale di listino. Il progetto Typ 114 venne quindi avviato il 17 gennaio 1965. La scelta della carrozzeria cadde sulla configurazione 3 volumi a 2 porte, soluzione molto in voga in Germania e nel Nord Europa, la quale avrebbe consentito di ottenere un corpo vettura appunto più compatto, riproponendo però gli stessi temi stilistici della versione a 4 porte (oggi si chiamerebbe family feeling) per sottolinearne la parentela tecnica, ma anche perché tale impostazione stilistica avrebbe permesso più facilmente di ottenere consensi presso la clientela, visto il già evidente successo di vendite della Neue Klasse.
Ancora una volta, il disegno della carrozzeria venne affidato a Giovanni Michelotti, che ripropose le forme introdotte dalla Neue Klasse ed alla quale poté rifarsi per realizzare le forme del nuovo modello. La progettazione e lo sviluppo della nuova BMW richiese solo 14 mesi, conformemente a quanto imposto dal direttivo. La presentazione della nuova gamma avrebbe dovuto aver luogo in anteprima al Salone di Ginevra del 1966. In realtà, poiché tale presentazione avvenne in concomitanza con il cinquantesimo anniversario della casa dell'Elica, il consiglio di amministrazione della BMW decise di posticipare l'appuntamento con la kermesse ginevrina per presentare la nuova nata presso lo stabilimento di Monaco di Baviera, dove veniva assemblata, alla presenza del Presidente della Baviera Alfons Goppel, del sindaco della città bavarese Jochen Vogel e di altre personalità di spicco. Il giorno dopo, anche la stampa ebbe modo di toccare con mano la nuova vettura di casa BMW. Solo successivamente venne portata alla fiera di Ginevra, dove numerosi visitatori, anche da altri Paesi europei, ebbero modo di ammriare il nuovo modello, che venne presentato ufficialmente come BMW 1600. Non si corse il rischio di confondere questo modello con la 1600 a 4 porte in quanto quest'ultima venne prontamente tolta di listino proprio al lancio della versione a due porte. Ma in ogni caso, sebbene 1600 fosse stata la sua denominazione ufficiale, questo nuovo modello diverrà noto come 1600-2, dove la cifra 2 stava ad indicare la versione a due porte e verrà adottata anche dalla casa stessa, a tal punto da essere in seguito integrata nelle denominazioni dei modelli successivi dando luogo appunto alla Serie 02.

### La BMW1600-2

#### Design interno ed esterno

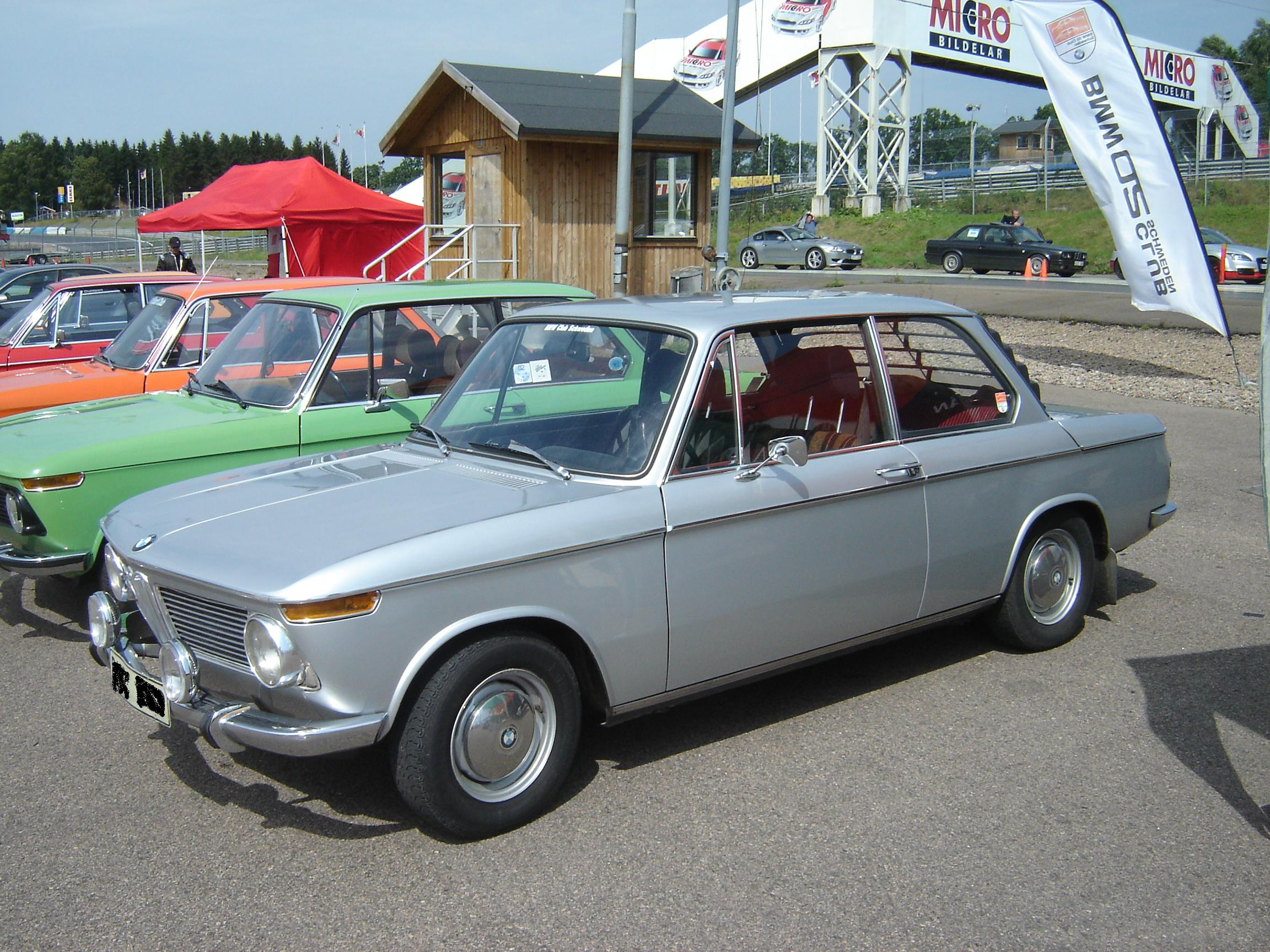

Come già accennato in precedenza, la 1600-2, primo modello della Serie 02, ripropose in forma leggermente aggiornata lo stile delle "sorelle" a 4 porte, stile a cui contribuì anche il "nostro" Giovanni Michelotti. Il frontale mantenne quindi il suo disegno proteso in avanti, con una calandra a listelli orizzontali cromati tagliata in due dal "doppio rene" BMW e delimitata alle estremità dai due proiettori circolari. Venne mantenuto anche il cofano piatto solcato da tre nervature longitudinali. Anche nella 1600-2 vennero inoltre riproposti gli indicatori di direzione anteriori montati nell'angolo fra il proiettore, la battuta del cofano motore e il parafango. La battuta del cofano motore, che anche in questo caso integrava la porzione superiore del parafango, costituiva anche il segmento anteriore della profonda nervatura longitudinale che solcava la fiancata passando sotto la maniglia porta e andando a costituire posteriormente la battuta del cofano bagagli. Sempre lateralmente venne riproposto il montante posteriore con il famoso gomito di Hofmeister, introdotto per la prima volta proprio nella gamma della Neue Klasse. La coda era caratterizzata da un lunotto piuttosto ampio e dai piccoli gruppi ottici circolari uniti fra loro da una profonda scalfatura trasversale.
L'abitacolo offriva una discreta abitabilità in rapporto agli standard dell'epoca, abitabilità penalizzata solo dall'accesso ai posti posteriori, reso difficoltoso dalla mancanza delle portiere posteriori. I sedili e il divanetto posteriore erano rivestiti in skai con cuciture longitudinali, analogamente ai pannelli porta e ai fianchetti posteriori, questi ultimi dotati fra l'altro anche di posacenere. Il posto guida era dominato da un volante a due razze e da un cruscotto costituito da tachimetro, orologio e un cluster di spie e indicatori di servizio (in particolare: termometro acqua, indicatore livello carburante, spia della dinamo, dell'olio, degli indicatori di direzione e dei fari abbaglianti). Come in molte auto dell'epoca, era assente una vera console centrale, sostituita da un vano portaoggetti. Un cassetto montato davanti al sedile del passeggero anteriore dava accesso ad un secondo vano portaoggetti.

#### Struttura, meccanica e motore

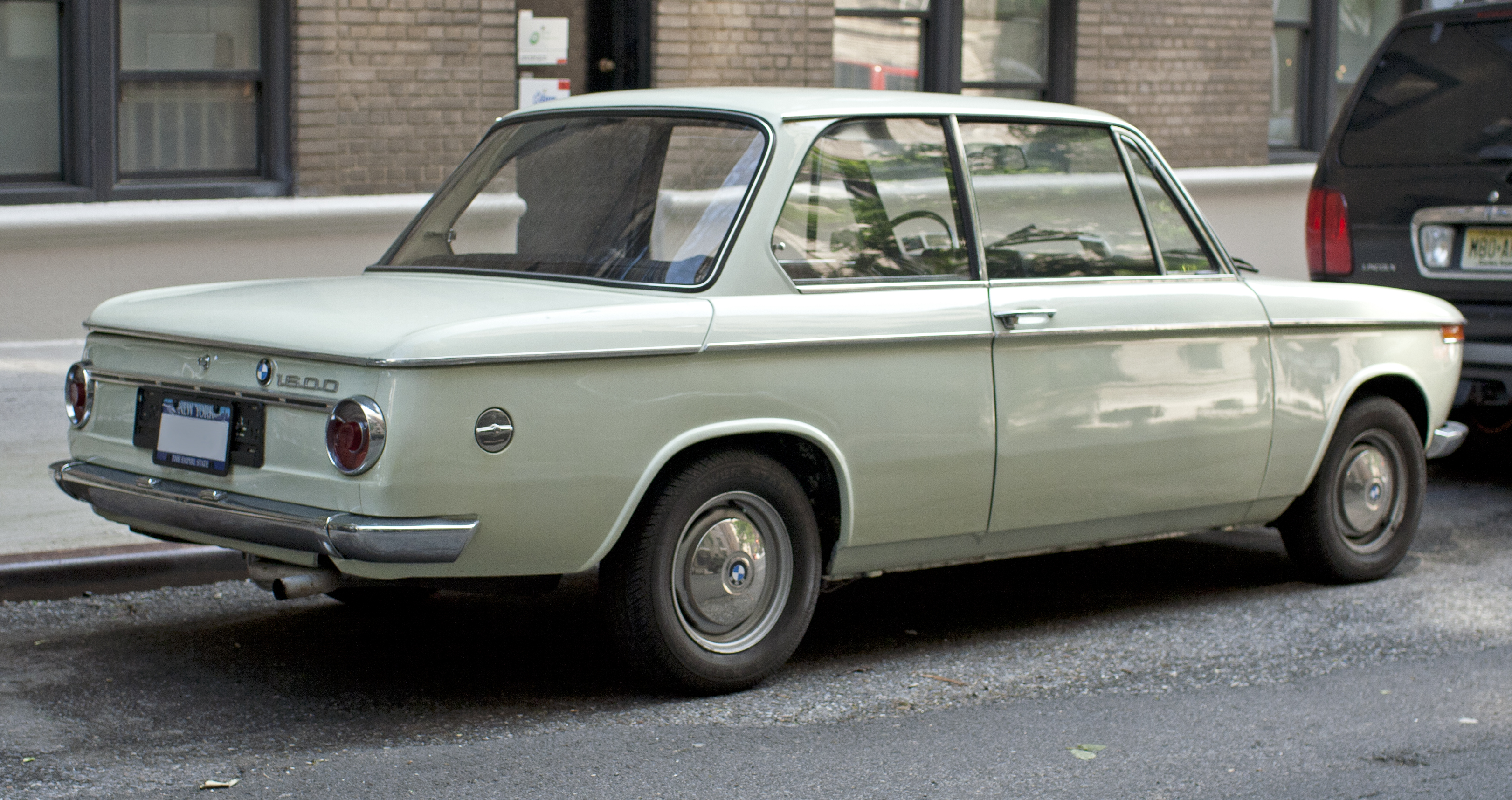

La 1600-2 nacque sul pianale utilizzato dai modelli della Neue Klasse, ma accorciato di 5 centimetri, per un corpo vettura complessivamente più corto però di ben 27 cm e quindi sensibilmente più leggero rispetto al corrispondente modello a 4 porte di pari motorizzazione, arrivando a circa 100 kg in meno. La 1600-2 (o 1600, che dir si voglia) attinse quindi a piene mani dalla banca organi della 1600 a 4 porte. Vennero quindi riproposti gli stessi schemi relativi a sospensioni (con avantreno di tipo MacPherson e retrotreno a bracci oscillanti), all'impianto frenante misto (anteriori a disco e posteriori a tamburo) e allo sterzo a vite e rullo. Anche il motore M10 da 1573 cm3 derivava dalla gamma motori delle versioni a 4 porte. Alimentato mediante un carburatore monocorpo, questo motore erogava una potenza massima di 83 CV. La 1600-2 raggiungeva i 160 km/h di velocità massima e garantiva una discreta brillantezza (lontana comunque dalla grinta delle contemporanee Alfa Romeo di pari cilindrata), tra le principali concorrenti della Serie 02, ma anche della 1600 a 4 porte. Anche il cambio manuale a 4 marce era lo stesso della 1600 della Neue Klasse appena pensionata.

## Evoluzione

### I primi anni
La produzione della 1600-2 fu avviata nel mese di aprile del 1966 presso lo stabilimento di Monaco di Baviera. Per poco più di un anno non vi furono particolari aggiornamenti ad una gamma costituita da un solo modello. La vettura riscosse comunque fin da subito un buon successo di vendite: l'affidabilità, la qualità costruttiva e la linea piacevole garantirono alla 1600-2 un buon successo. Scarse le vendite solo in pochi Paesi, come ad esempio l'Italia, sia per la carrozzeria con due sole porte, sia per la diretta concorrenza con la più potente e sportiva Alfa Romeo Giulia Super e con la coeva Fiat 125, simile per prestazioni, ma con prezzo inferiore. Il successo commerciale della 1600-2 incoraggiò comunque la BMW ad evolvere il prodotto. Fu così che nel settembre del 1967 la Casa bavarese introdusse la 1600Ti, con motore potenziato a 105 CV grazie all'adozione di due carburatori doppio corpo. Questo modello fu inoltre caratterizzato da un equipaggiamento più completo che comprese anche il servofreno, il contagiri, le barre stabilizzatrici sui due assi e i finestrini posteriori apribili. Esternamente, la 1600Ti si distingueva dalla 1600 di base per le scritte identificative su coda e calandra, ma anche per la rivisitazione di quest'ultima, che ora non era più totalmente cromata, ma con sfondo nero e a soli due listelli orizzontali. Tale nuova calandra caratterizzerà anche i successivi modelli che seguiranno fino al 1973, data del secondo restyling dell'intera gamma.

### La1600 Cabriolet(Typ 114C)
Al Salone di Francoforte del 1967, la BMW presentò la 1600 Cabriolet, modello di punta provvisorio della gamma, la cui produzione cominciò alla fine dello stesso anno e la cui commercializzazione fu avviata all'inizio dell'anno seguente. Tale versione, pensata già durante le ultime fasi di sviluppo della berlina a due porte, venne realizzata dalla carrozzeria Baur di Stoccarda e commercializzata direttamente dalla Casa dell'Elica. Inizialmente anche la Karmann di Osnabrück propose una sua versione cabriolet alla casa bavarese, ma quest'ultima non venne accettata dalla BMW in quanto si trattava di una vettura a due posti secchi, mentre la proposta della Baur dava invece spazio a quattro posti, sebbene quelli posteriori fossero piuttosto sacrificati. La vettura era equipaggiata con lo stesso motore 1.6 da 85 CV della 1600-2 di base. Strutturalmente vennero montati dei rinforzi alla scocca, che però non furono sufficienti ad assicurare alla vettura la necessaria rigidezza torsionale. Come conseguenza, la vettura si dimostrò più instabile alle alte velocità. Un'altra pecca mostrata dalla 1600 Cabriolet fu la sua predisposizione alla ruggine.

### Le BMW2002e2002 Ti(E10)
Contemporaneamente al lancio commerciale della 1600 Cabriolet vi fu la presentazione, al Salone di Bruxelles del 1968, della 2002, frutto dell'installazione del 4 cilindri monoalbero di 1990 cm³ della 2000 a 4 porte nel vano motore della 1600Ti. Data la convivenza in listino con la 2000 a 4 porte, stavolta si decise di tagliare la testa al toro e di battezzare la versione a due porte come 2002, secondo un criterio che in seguito avrebbe interessato anche gli altri modelli della gamma. Come già nella 2000, anche il 2 litri montato nella 2002 era in grado di erogare una potenza massima di 100 CV, poco meno della potenza erogata dalla 1600ti. In realtà, rispetto a quest'ultima, la 2002 normale vantava doti prestazionali migliori grazie al suo maggior apporto di coppia motrice che le consentiva un miglior spunto da fermo. In ogni caso, già nel settembre del 1968 venne inserita in listino la 2002 Ti, anch'essa alimentata con due carburatori doppio corpo ed in grado quindi di raggiungere una potenza massima di 120 CV. La 2002 fu la versione di maggior successo dell'intera gamma 02, basti pensare che nel primo anno di vendita vennero prodotti ben 29 mila esemplari e che dopo appena sei mesi di commercializzazione, per soddisfare una clientela che desiderava una maggior brillantezza anche dalla 2002 di base, venne proposto a richiesta anche un nuovo cambio manuale a 5 marce. Nel giugno del 1969, la 2002 venne proposta a richiesta anche con il cambio automatico a 3 rapporti che già era disponibile nella lista optional del modelli 1800 e 2000 a 4 porte.

### Il restyling del 1971
Nell'autunno del 1970, tutta la gamma venne dotata di impianto frenante a doppio circuito, un aggiornamento che fece da preludio al primo dei due restyling della gamma 02. Nel febbraio del 1971 la gamma fu infatti sottoposta ad un lieve aggiornamento estetico che andò ad includere esternamente solo i paraurti rivestiti parzialmente in gomma e le modanature laterali cromate. All'interno dell'abitacolo venne montato un nuovo volante a tre razze e un cruscotto aggiornato con nuove scalature e nuove spie di servizio (riserva carburante, freno a mano azionato e acceleratore a mano azionato). Vennero inoltre montate nuove e più lunghe spazzole tergicristallo ed un nuovo motorino per il loro azionamento, nuovi sincronizzatori per il cambio e nuovi rapporti per le prime tre marce. Per quanto riguarda la gamma, la 1600-2 si uniformò alla 2002 e alla 2002ti, cambiando così la sua denominazione in 1602, ma con motore invariato. 
Nel corso della primavera, la gamma si arricchì con l'arrivo della 1802, della 2002 Cabriolet e della 2002 Tii. Venne anche introdotta la Serie 02 Touring, derivata dalla Serie 02, ma con un'inedita carrozzeria di tipo hatchback a tre porte.

### La BMW1802(Typ 114)
La 1802 fu lanciata nel febbraio del 1971 contestualmente all'introduzione del restyling dell'intera gamma 02. La vettura era equipaggiata con un motore appartenente sempre alla gamma M10, con cilindrata di 1766 cm3, alimentazione a carburatore e potenza massima di 90 CV. Tale versione rappresentò il compromesso ideale fra la 1602, più economica ma meno prestante, e la 2002, più brillante ma anche più impegnativa nei costi di gestione. Anche per questa versione, a richiesta, era disponibile il cambio automatico a 3 rapporti già previsto coma optional anche per la 2002.

### La 2002 Cabriolet (E10C)
Sempre durante la primavera del 1971, ma ad aprile, fece il suo debutto la nuova versione "scoperta" della gamma, ossia la 2002 Cabriolet. Realizzata sempre dalla Baur di Stoccarda, la 2002 Cabriolet non fu di fatto una vera e propria cabriolet (come avveniva con la precedente 1600 Cabriolet), ma piuttosto una vettura di tipo targa, con un robusto roll-bar integrante i montanti posteriori e con tanto di cornici dei finestrini laterali. Ciò fu dovuto alla già citata scarsa rigidezza torsionale rilevata nella 1600 Cabriolet, da cui la necessità di conservare alcuni elementi strutturali presenti nella normale berlina a 2 porte. La copertura sopra i sedili anteriori era costituita da un hard-top, mentre quella posteriore consisteva in una capote in tela. Ciononostante, un lotto di 200 esemplari venne comunque prodotto con la meno stabile ma più affascinante carrozzeria cabriolet dotata di una vera capote in tela come nella vecchia 1600 Cabriolet. La 2002 Cabriolet montava in ogni caso il motore a carburatore monocorpo delle 2002 con carrozzeria chiusa, della potenza di 100 CV.

### La2002 Tii(E10)
Nel mese di maggio del 1971, la gamma venne ulteriormente ampliata con l'arrivo della 2002 tii, prima ed unica versione della Serie 02 a montare l'alimentazione ad iniezione meccanica Kugelfischer. Grazie a tale sistema di alimentazione, la potenza massima crebbe fino a 130 CV, garantendo alla vettura un allungo massimo di 190 km/h, al vertice della gamma 02, almeno fino all'arrivo della 2002 Turbo. Nonostante queste prestazioni molto brillanti per l'epoca, la 2002 Tii si rivelò relativamente economa se guidata ad andature tranquille e senza esagerare con il gas. In questo caso, si arrivava a percorrere 100 km con 9 litri di carburante, che in quegli anni e con quelle tecnologie di alimentazione di un motore endotermico a benzina, era un risultato di rilievo. Sfruttando più a fondo le potenzialità del motore, però, si arrivava a consumare anche 13 litri per coprire la stessa distanza. La 2002 tii fu concepita per sostituire la 2002 Ti, ma in realtà durante il primo anno di commercializzazione la affiancò semplicemente per poi sostituirla nella primavera del 1972.

### Il restyling del 1973 e gli ultimi anni di produzione
Nell'agosto 1973 la Serie 02 venne sottoposta ad un moderato restyling: mascherina anteriore in plastica nera (anziché in metallo cromato), luci posteriori rettangolari anziché tonde e modifiche di dettaglio agli interni, tra cui l'arrivo dei poggiatesta anteriori e delle cinture di sicurezza. La gamma non subì aggiornamenti di sorta, tranne che per l'arrivo della nuova e definitiva top di gamma, ossia la 2002 Turbo, la cui produzione durò solo due anni, ma che entrò comunque nel novero dei modelli immortali della casa di Monaco. Nel 1974 la 1602 e la 2002 a carburatore furono rese disponibili anche nel ricco allestimento "L", comprendente inserti in radica su cruscotto e pannelli porta, sedili, pavimento, cappelliera e fondo del bagagliaio rivestiti in velluto, pomello del cambio in legno, bracciolo centrale posteriore e anteriore lato guida, cinture di sicurezza autoavvolgenti, lunotto termico e tergicristallo con funzione intermittente.
All'inizio del 1975 viene introdotta la 1502 berlina, caratterizzata da un allestimento spartano e dal motore della 1602 depotenziato a 75 CV. Nel corso dello stesso anno, con l'introduzione della Serie 3 E21 la gamma della Serie 02 venne ridotta alla sola versione 1502, che rimarrà in listino fino al 1977 e per la quale il preparatore italiano Romeo Ferraris proporrà un'interessante versione, capace di ben 147 CV DIN ottenibili dal suo motore da 1,6 litri. Sempre del 1975 è l'introduzione dell'allestimento Schwarze Serie, riconoscibile esternamente per i doppi fari circolari.

### La2002 Turbo(E20)
La 2002 Turbo può essere considerata l'antesignana delle successive generazioni di M3. La storia della 2002 Turbo affonda le sue radici nel 1971, quando in occasione delle Olimpiadi di Monaco la Casa bavarese avviò lo studio e la realizzazione di un prototipo da esposizione consistente in una berlinetta dalla linea assai sportiva, frutto di una capace collaborazione tra il reparto tecnico della BMW ed il suo centro stile, capeggiato dal francese Paul Bracq. Il risultato finale, però, fu presentato solo nel 1972 con il nome di BMW Turbo. La Turbo rappresentava all'epoca il meglio della BMW in fatto di tecnologie e stile. Anche la carrozzeria era realizzata in materiale plastico a deformazione programmata, sia per ridurre il peso del corpo vettura, sia per dimostrare i passi avanti compiuti dal punto di vista della sicurezza. Era equipaggiata da una versione sovralimentata del 2 litri delle BMW 2002 di serie. In questo caso, il motore raggiungeva una potenza massima di 280 CV.

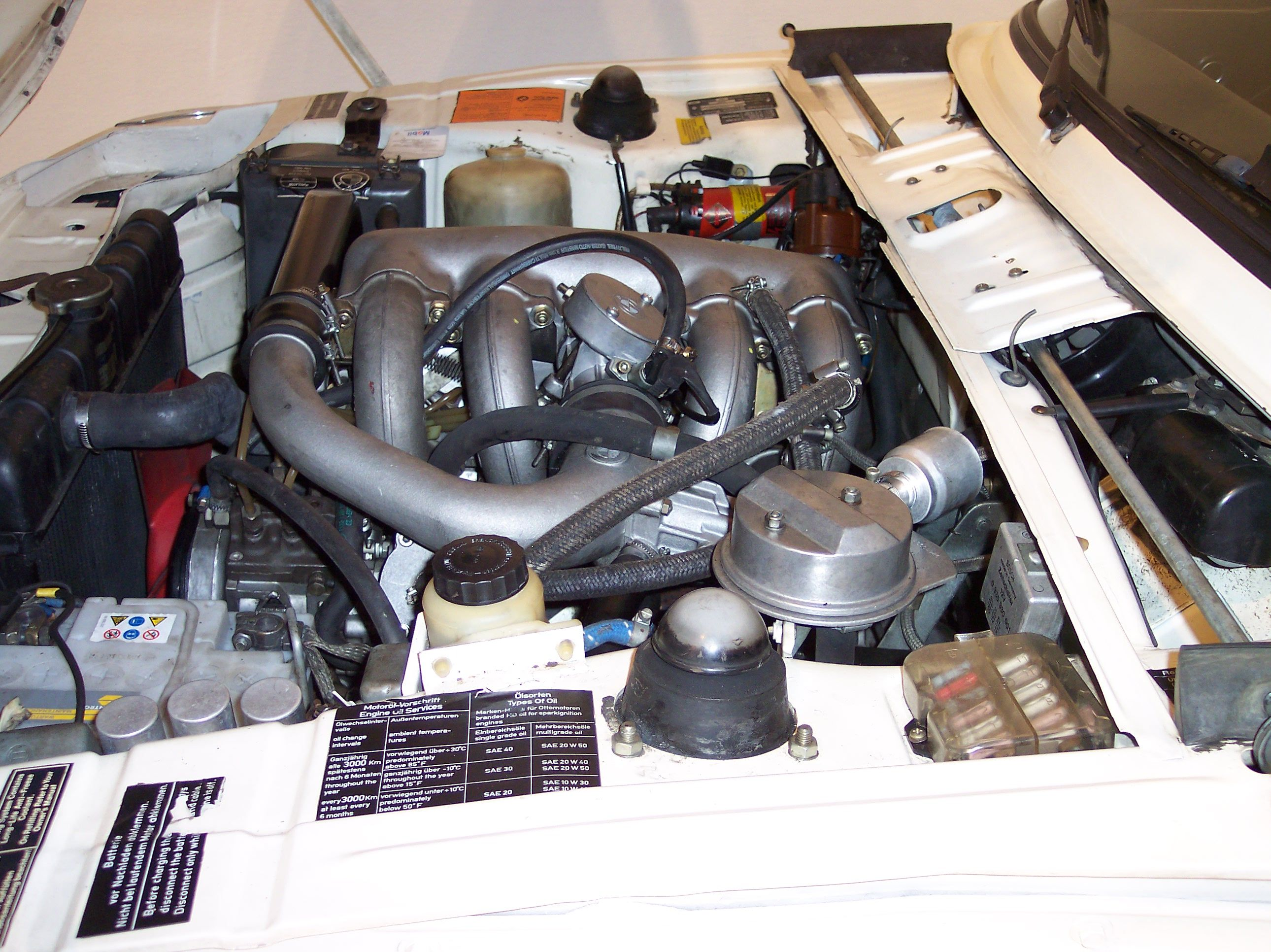
Motore di una BMW 2002 Turbo

Da tale prototipo derivò nel giro di un anno la 2002 Turbo, praticamente una 2002 Tii dotata di turbocompressore, che in questa nuova configurazione raggiungeva i 170 CV di potenza massima. Essa fu la prima vettura turbocompressa europea prodotta in serie. Presentata al Salone dell'automobile di Francoforte del 1973 e considerata la prima vettura stradale turbo di serie europea, la 2002 Turbo nacque dal progetto E20 e suscitò scalpore fin dai primissimi periodi della sua commercializzazione, poiché si dimostrava assai impegnativa nella guida. All'epoca non vi erano dispositivi sul controllo della trazione e ciò, sommato ai 1035 kg di massa in ordine di marcia e ai rapporti di trasmissione corti rappresentava una vera miscela esplosiva, in grado di trasformare la 2002 Turbo in una belva solo per esperti, vista anche l'inspiegabile assenza di freni a disco posteriori. In compenso, quelli anteriori erano a dischi autoventilanti. La velocità massima era di 211 km/h, con accelerazione da 0 a 100 km/h in soli 7"64 secondi. Anche dal punto di vista estetico la 2002 Turbo si distaccava dal resto della Serie 02: la sua carrozzeria, disponibile solo nei colori bianco, argento e nero, era infatti molto caratterizzata (verniciatura in bianco o argento metallizzato, strip adesive laterali Motorsport, parafanghi allargati, alettone posteriore, bandelle laterali, assenza dei paraurti, ruote in lega specifiche, sedili sportivi) e recava lungo le due fiancate e sul frontale delle strisce adesive dei colori della Motorsport, rosso, blu e azzurro. In particolare, tali strisce portavano una caratteristica per qualcuno provocatoria: la scritta 2002 Turbo speculare sullo spoiler anteriore, in modo tale che chi si trovava davanti, attraverso lo specchietto retrovisore poteva leggere il nome della vettura e lasciare strada libera; la scritta scomparirà presto nelle vetture di produzione e si ebbe quasi subito l'idea della scritta AMBULANZA speculare sulle autolettighe, per poterla leggere correttamente nel retrovisore e lasciare così libera la strada a quei veicoli di soccorso, soluzione tuttora in uso. Alcuni problemi di affidabilità unitamente alla galoppante crisi petrolifera decretarono la fine del modello, tolto di produzione dopo appena 1672 esemplari e due anni. Oggigiorno sta riscuotendo nuovamente consensi presso gli appassionati, purché completa di tutti gli allestimenti specifici.

### La BMW1502(Typ 114)

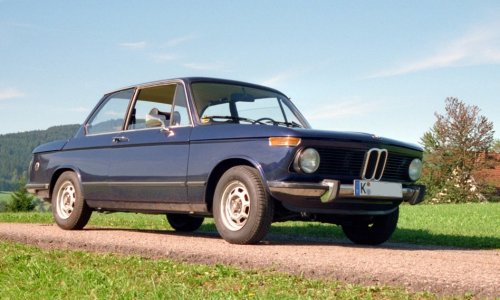
Una 1502, canto del cigno della gamma 02

La 1502 fu lanciata nel gennaio del 1975 e secondo alcune fonti, doveva sostituire la Serie Touring, anche se ciò pare inverosimile considerando il tipo di carrozzeria e le motorizzazioni della gamma uscente. La 1502 non era infatti altro che una 1602 con allestimento semplificato, della quale venne ripreso il motore da 1573 cm3, ma con potenza ridotta da 85 a 75 CV, grazie all'utilizzo di componenti meno performanti e quindi meno costose (per esempio i pistoni a cielo piatto), e in più, atto ad essere alimentato con la benzina normale tedesca di allora, meno costosa. Per quanto riguarda la tecnica, tale modello montava inoltre un impianto frenante a singolo circuito frenante, cerchi in lamiera con canale da 4,5 pollici anziché da 5, una batteria da 36 Ah anziché 44. Esternamente, la 1502 si riconosceva per l'assenza totale di cromature, per il deflettore anteriore fisso e non più regolabile e per i copricerchi presi dalle prime 1600-2 di quasi dieci anni prima. All'interno, però, l'equipaggiamento rimase piuttosto completo, con la chicca del volante a quattro razze ripreso nientemeno che dalle prime Serie 5, ormai in listino dal 1972. La 1502 fu posta in vendita ad un prezzo di 11.390 DM, quando nello stesso periodo una 1602 costava 1.000 DM in più ed una Opel Manta 1.6 richiedeva un sovrapprezzo di 2.000 DM.

### Fine produzione
Quasi l'intera gamma venne tolta di produzione nel luglio del 1975: rimasero in listino la 2002 Cabriolet (solo per pochi mesi) e, come già detto, solo la 1502 che avrebbe affiancato la prima generazione della Serie 3, la quale avrebbe avuto come motorizzazione di base proprio un'unità derivata da quella delle ultime 1602. La produzione della 1502 terminò invece il 20 luglio 1977, quando dallo stabilimento di Monaco di Baviera uscì l'ultimo esemplare. Al suo posto, in maniera del tutto analoga, venne proposta la BMW 315, appartenente sempre alla gamma delle prime Serie 3 ed equipaggiata a sua volta con un 1.6 depotenziato. Sulla produzione totale, le fonti sono discordi: alcune dichiarano 863.203 esemplari (comprese le versioni Touring), altre ne dichiarano invece 861.242 di cui 30.213 di versioni Touring. In questa sede si preferisce fare affidamento al sito dell'archivio della casa tedesca, secondo cui la produzione totale ammonta a 861.940 esemplari comprese le Touring, oppure 831.734 se escludiamo queste ultime, la cui produzione ammontò invece a 30.206 esemplari.

## Prototipi e fuoriserie

### BMW Turbo
Berlinetta su base 2002 tii, ma con motore sovralimentato mediante turbocompressore. Presentata nel 1972 ai Giochi Olimpici di Monaco, fu il banco di prova in vista di una possibile realizzazione di una 2002 Turbo, poi di fatto concretizzatasi nel 1973.

### BMW1602 Elektro

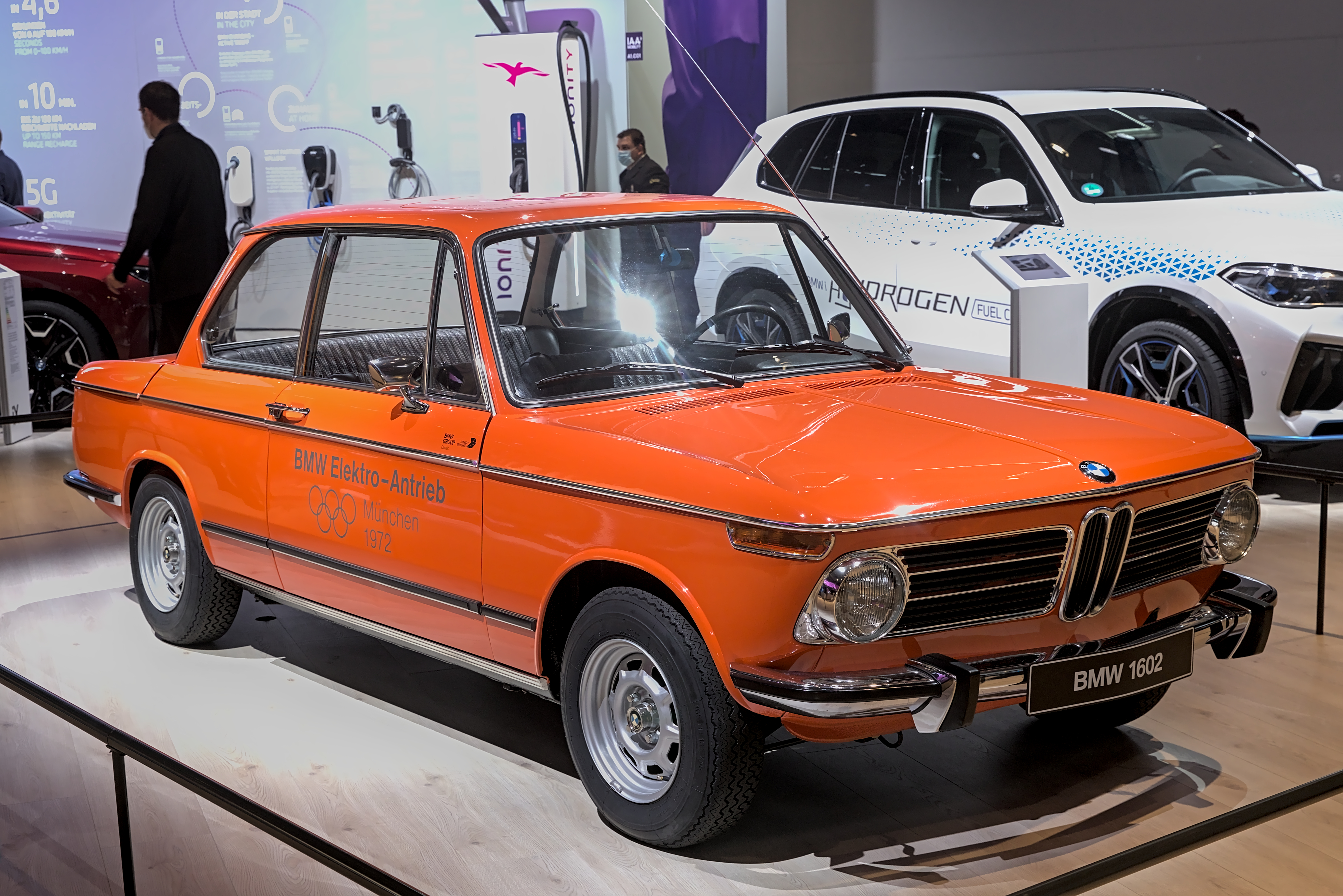
La BMW 1602 Elektro

I Giochi Olimpici di Monaco fecero da cornice anche per la presentazione della 1602 Elektro, un prototipo a trazione elettrica il cui progetto risale al 1969 partendo da due scocche utilizzate per le sperimentazioni e i test del caso. Il motore elettrico era alimentato da un pacco batterie costituito da dodici accumulatori al piombo. Questo motore era in grado di spingere la vettura fino ad una velocità massima di 100 km/h, con una accelerazione da 0 a 50 km/h coperta in 8 secondi ed un'autonomia di 60 km a 50 km/h costanti.

### BMW2002 TI Garmisch
Elegante berlina realizzata come concept car sulla base della 2002 tii e presentata a Ginevra nel 1970. La sua carrozzeria venne disegnata da Marcello Gandini per Bertone, incaricato della definizione delle sue linee e fece da apripista per il nuovo corso stilistico che si sarebbe rivisto nei modelli successivi, in particolare la prima generazione della Serie 5, nata due anni dopo.

### Everytimer ETA 02-Cabrio

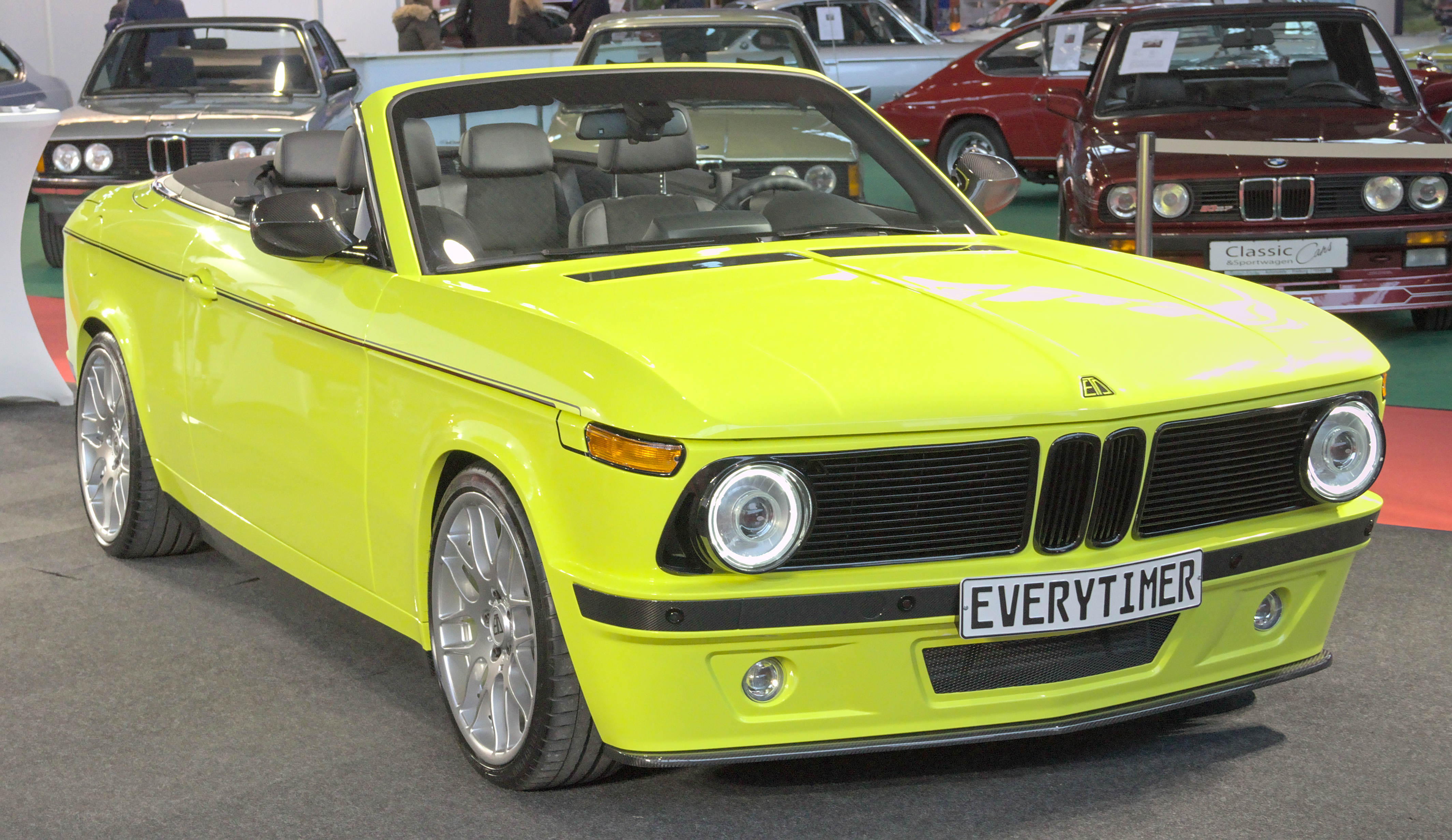

Il preparatore tedesco Everytimer con sede ad Augusta realizza nel 2019 alcuni esemplari di una vettura che riprende molto da vicino gli stilemi della 1602 Cabriolet. Realizzata sulla base meccanica di una ben più recente Serie 1 Cabrio, la ETA 02-Cabrio (questo il nome della vettura), è stata resa disponibile su ordinazione con qualunque motorizzazione prevista per la Serie 1 Cabrio, sia a benzina che a gasolio. Tra le caratteristiche salienti, vanno ricordati gli pneumatici con spalla ribassata e la capote ad azionamento elettrico, ma anche il frontale che riprende quasi perfettamente quello della Serie 02 storica, nonché il cofano motore dal taglio identico compresi gli indicatori di direzione incastonati sotto la battuta del cofano stesso, ed infine i gruppi ottici posteriori di forma circolare. I gruppi ottici anteriori sono del tipo a led.

### BMW 2002 Hommage

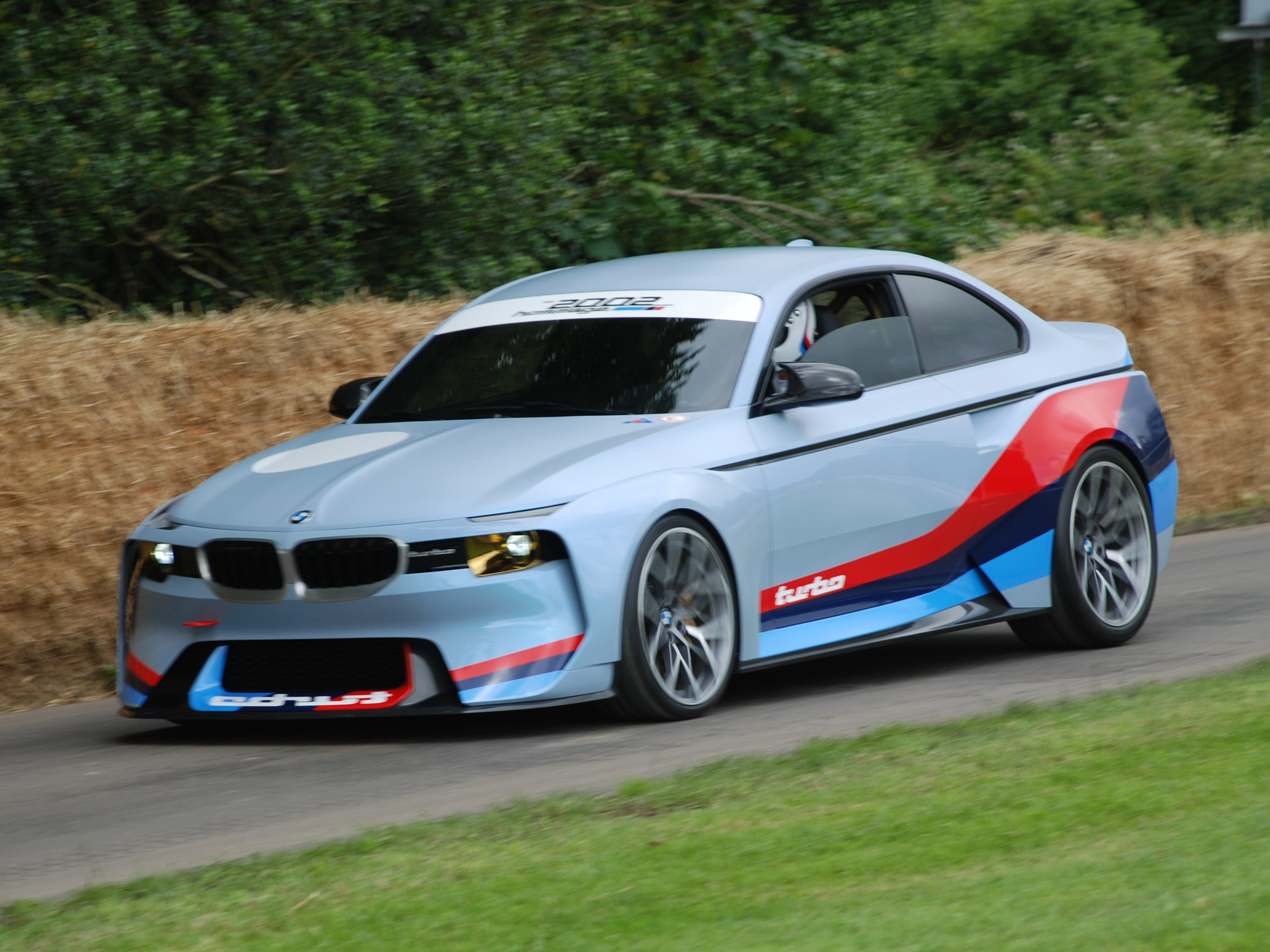
BMW 2002 Hommage al Festival of Speed di Goodwood 2016

Nel maggio 2016 la BMW ha introdotto la concept car 2002 Hommage al Concorso d'Eleganza di Villa d'Este 2016. La vettura è un omaggio all'antenata 2002 Turbo degli anni '70. Le linee esterne richiamano e modernizzano il design della sua antenata, mentre per la verniciatura esterna la BMW ha scelto un colore chiamato "Space Race Metal", una vernice simil perlaceo che cambia colore in funzione della luce ambientale, variando da una tonalità grigia a una più azzurra. Il design della BMW 2002 Hommage richiama e trattiene alcuni degli stilemi della celeberrima 2002 turbo, ma viene grossomodo stravolto e attualizzato alle odierne BMW. Esteticamente si nota molto il ridotto sbalzo tra l'asse anteriori e posteriori della BMW 2002 Hommage, il passo molto più lungo rispetto alla progenitrice, la griglia frontale anteriore orizzontale anziché verticale che ricorda la tipica forma delle BMW più sportive degli anni 70 e 80 a naso "di squalo” e i proiettori anteriori molto piccoli dalla forma squadrata che emettono una luce gialla come sulle vetture da corsa. La carrozzeria presenta inoltre passaruota molto sporgenti che portano alla memoria quelli della 2002 turbo, in cui gli ingegneri dovettero ingrandire per incrementare le carreggiate a causa della maggiore potenza del motore per poterla omologare per l'uso stradale e che sulla Hommage svolgono una funzione puramente estetica, molteplici appendici aerodinamiche, un profilo in fibra di carbonio sulla fiancata laterale che si rifà a quello cromato presente sull'antenata che separa le due parti inferiore e superiore della vettura verniciate in maniera differente rispettivamente in opaco per tetto, cofano anteriore e posteriore e lucido nella restante parte. Dalla doppia tonalità bicolore grigia sono anche i cerchi in lega delle ruote, da 20 pollici, con una doppia trama doppiata a 5 petali, composta da 20 razze sottilissime. Al Concorso d'Eleganza di Pebble Beach 2016, per festeggiare il centenario dalla nascita della BMW, la casa bavarese presenta una nuova versione con livrea da corsa della 2002 Hommage, dalla doppia colorazione arancio-nera, che fa riferimento alla omonima antenata 2002 che gareggiava negli Anni 70 che aveva come principale sponsor Jagermeister.

## Versioni Alpina

### Alpina2002 Tii
Questa può essere considerata la prima vettura completa realizzata dalla Alpina. Completa nel senso che il preparatore di Buchloe non si limitò a vitaminizzare solo il motore, che in questo caso erogava 170 CV, ma intervenne anche in tutti gli altri comparti meccanici. L'assetto venne ribassato ed irrigidito utilizzando ammortizzatori Bilstein e barre antirollio sia davanti che dietro, l'impianto frenante venne dotato di dischi autoventilanti all'avantreno, il cambio utilizzato fu un 5 marce e venne montato anche un differenziale a slittamento limitato. Nell'abitacolo vennero montati sedili anteriori sportivi ed un pomello del cambio in legno, mentre anteriormente venne montato uno spoiler. La Alpina 2002 Tii fu prodotta nel biennio 1972-73.

#### Kit motoristici

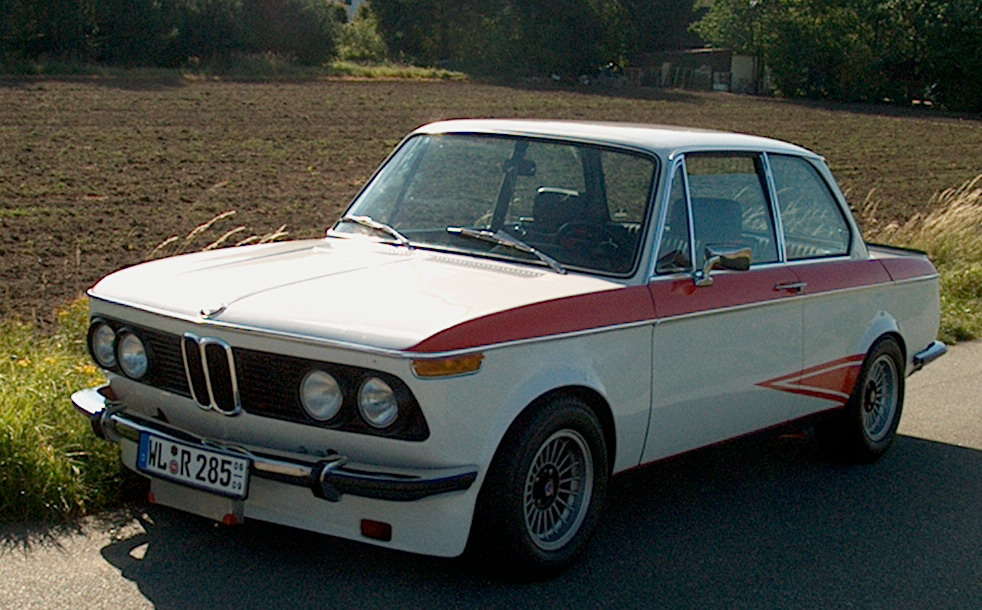

Numerosi furono a suo tempo anche i kit motoristici messi a disposizione per la Serie 02 dalla Alpina di Buchloe. Trattandosi di vetture strettamente imparentate con la Neue Klasse, molti di questi kit sono praticamente identici a quelli previsti per le versioni a 4 porte, con particolare riferimento ai kit per motori 1.6 e 1.8 con carburatore monocorpo, nonché ai kit per tutti i motori aspirati da 2 litri. Per le 1600-2 e le 1602, i kit consistevano praticamente nella sostituzione del carburatore monocorpo con due doppio corpo, in sostanza ottenendo lo stesso motore della 1600 Ti. Anche per quest'ultima venne predisposto un kit di elaborazione in cui i due doppio corpo Solex vennero sostituiti da due doppio corpo Weber, il rapporto di compressione venne innalzato da 9,5:1 a 11:1 e l'asse a camme originale venne sostituito da uno dalla profilatura più spinta. La potenza salì in questo modo da 105 a 140 CV. Oltre che alla 1600 ti questo kit era applicabile anche alla 1600 GT, derivata dalla produzione Glas, in quanto equipaggiata con il medesimo propulsore della 1600 Ti. Una "chicca" particolare fra i kit previsti dal preparatore di Buchloe per il 1.6 M116, era quella dedicata al 1.6 depotenziato della 1502 e nota ai tecnici Alpina con la sigla A0: ferme restando alcune caratteristiche tipiche di questo motore, come ad esempio i pistoni a cielo piatto e l'asse a camme specifico, vennero montati due carburatori doppio corpo Solex 40 DDH, che contribuirono ad innalzare la potenza fino a 95 CV, ottenuti fra l'altro ad un regime di 6200 giri/min contro i 5800 giri/min del motore di serie.

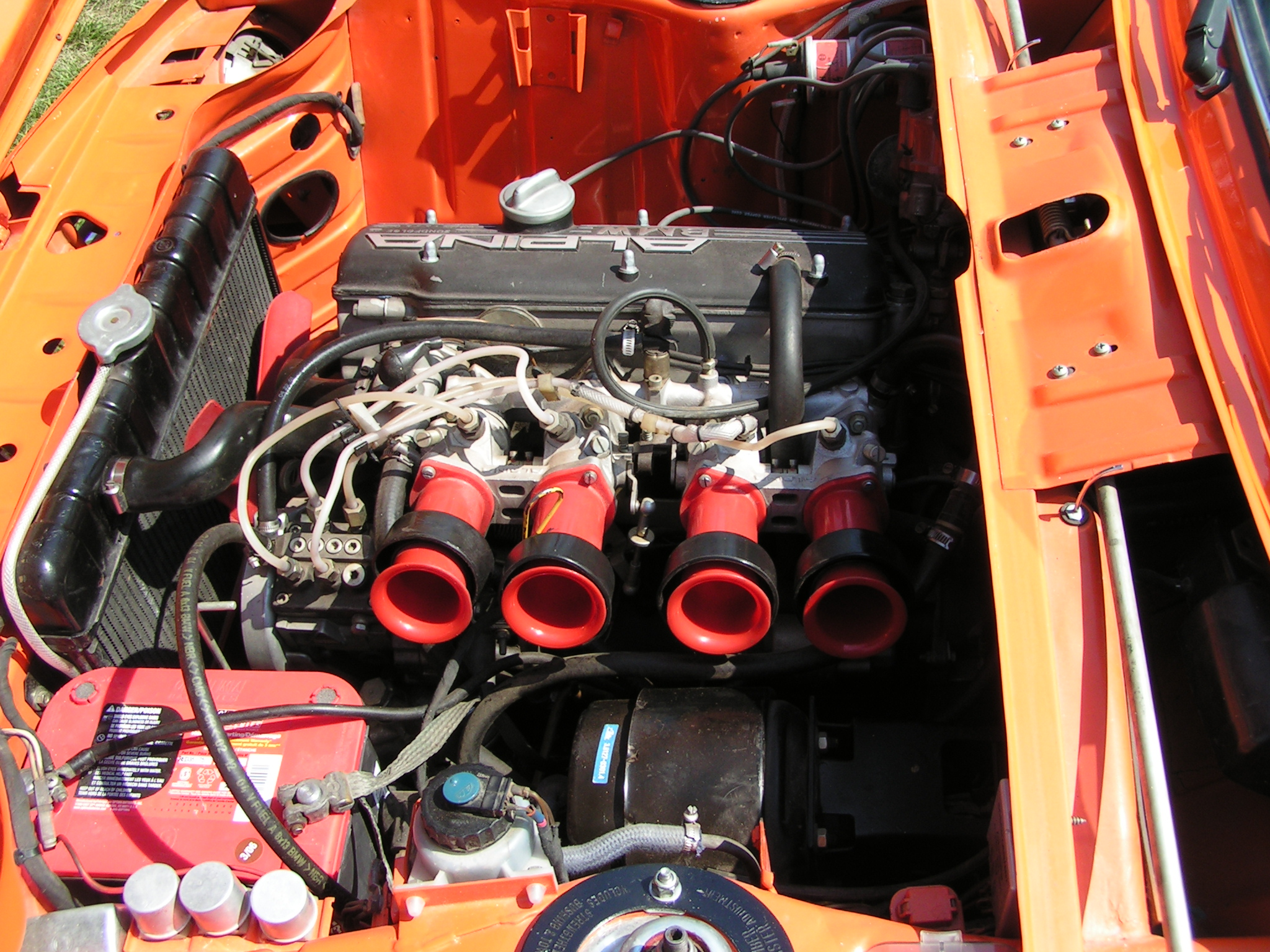
Un kit A4 per motore 2 litri ad iniezione

Già si è accennato al fatto che i kit Alpina previsti per le unità da 2 litri corrispondevano a quelle previste per le 2000 sia a carburatore che ad iniezione. Vale comunque la pena riepilogarle anche in questa sede:
- A1: kit previsto per il motore 2.0 con carburatore monocorpo e con potenza originaria di 100 CV. Qui vengono montati due carburatori Solex 40 DDH, lasciando invariato tutto il resto. In questo modo la potenza salì a 115 CV;
- A2: questo kit, molto più completo, comprendeva invece due carburatori doppio corpo Weber 45 DCOE, valvole di aspirazione maggiorate, asse a camme più spinto, testata lavorata con camere di combustione emisferiche, pistoni forgiati e bielle alleggerite. In questo modo, la potenza massima raggiungeva ben 160 CV;
- A3: il kit A3 era simile al kit A2, le modifiche erano sostanzialmente le stesse, ma grazie ad alcuni ritocchi di dettaglio riusciva a far erogare una potenza massima di 165 CV. Altre varianti di questo kit riuscivano a portare la potenza massima a 180, 185 e anche 190 CV;
- A4: questo kit era previsto per il motore aspirato ad iniezione, quindi quello delle 2000 Tii e delle 2002 Tii. Qui vennero montati un asse a camme più spinto e valvole maggiorate, senza contare l'innalzamento del rapporto di compressione da 9,5:1 a 11:1. Inoltre venne modificato anche il sistema di iniezione meccanica. In questo modo la potenza massima saliva da 130 a 155 CV, anche se nelle sue ultime evoluzioni, questo kit arrivava anche a 160 CV;
- A4S: questo kit è un'evoluzione del precedente A4, da cui differiva per l'asse a camme ancor più spinto, per l'utilizzo di pistoni forgiati e bielle alleggerite e per una generale rivisitazione di testata e sistema di iniezione. In questo modo la potenza massima raggiungeva i 190 CV.

## Attività sportiva

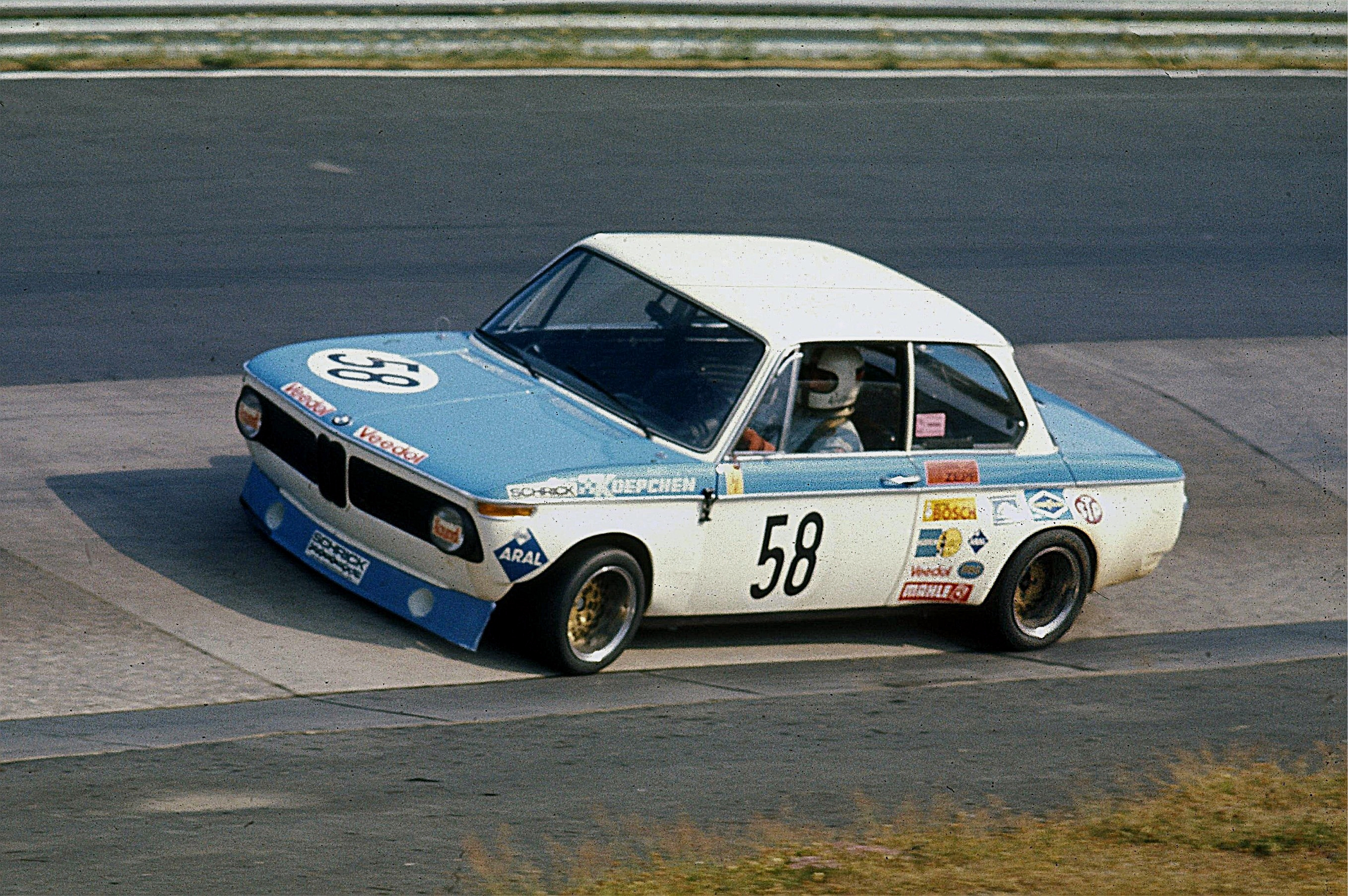
Kelleners in azione sul Nürburgring nel 1973

La Alpina è stata, specialmente nei suoi primi anni di attività, profondamente legata al mondo delle corse. Oltre ai kit motoristici appena descritti, ve ne furono infatti di ben più spinti che vennero utilizzati in campo agonistico. Le elaborazioni Alpina per i motori M05 (2 litri) da destinare alle competizioni raggiungevano spesso potenze comprese fra i 195 e i 220 CV. I modelli della Serie 02 costituirono la spina dorsale dell'attività di aziende come la Alpina, ma anche di altri preparatori, fra cui Schnitzer, Koepchen o anche GS-Tuning. Tra la fine degli anni '60 e l'inizio del decennio seguente, si giunse anche a montare per la prima volta la sovralimentazione mediante turbocompressore, una soluzione che, come già visto, nel 1973 troverà il suo sbocco commerciale con il lancio della 2002 Turbo stradale e che in queste prime elaborazioni da gara raggiungevano potenze nell'ordine dei 240 CV.
I modelli della Serie 02 vennero impiegati principalmente nel Deutsche Rennsport Meisterschaft (Campionato tedesco di corsa su pista), nei rally e nelle cronoscalate. Su pista, fra il 1973 e il 1976 il preparatore GS-Tuning colse importanti affermazioni nell'ambito del Campionato Tedesco, trionfando nei tracciati di Diepholz, Mainz-Finthen, Norisring, Nürburgring e Hockenheim. Artefici di tali successi furono nomi illustri dell'automobilismo tedesco di quegli anni, come Joachim Stück, Dieter Basche e Jörg Obermoser, tutti al volante di BMW 2002 Ti messe a punto dal preparatore di Friburgo. Uno dei risultati più eclatanti fu il doppio titolo ottenuto da Dieter Quester nel Campionato europeo turismo e relativo alle stagioni 1968 e 1969, rispettivamente su 2002 aspirata e su 2002 sovralimentata mediante turboompressore, una delle prime progenitrici della futura 2002 Turbo stradale. Rimanendo nell'ambito delle competizioni su circuito, nel 1973 la BMW 2002 Tii di Kelleners/Pilette ottenne la vittoria nella classe fino a 2000 cm3 alla 1000 km del Nürburgring.
Per quanto riguarda i rally, nel 1970, la 2002 Ti dell'equipaggio Bein/Mehmel si aggiudicò il Campionato Tedesco di Rally, successo bissato l'anno seguente dall'equipaggio Warmbold/Mehmel, sempre su 2002 Ti. Ancora più incredibile il titolo tedesco di rally ottenuto nel 1972 da Reiner Zweibäumer su BMW 1602.